# Książę Gordon
Książęta Gordon 1. kreacji (parostwo Szkocji)
- Dodatkowe tytuły: markiz Huntly, hrabia Huntly, hrabia Enzie, hrabia Norwich, wicehrabia Inverness, baron Gordon of Huntly, lord Strathaven, lord Balmore, lord Auchindoun, lord Garthie, lord Kincardine
- 1684–1716: George Gordon, 1. książę Gordon
- 1716–1728: Alexander Gordon, 2. książę Gordon
- 1728–1752: Cosmo George Gordon, 3. książę Gordon
- 1752–1827: Alexander Gordon, 4. książę Gordon
- 1827–1836: George Gordon, 5. książę Gordon

Książęta Gordon 2. kreacji (parostwo Zjednoczonego Królestwa)
- Patrz: Książę Richmond